# Sublimeringstryck
Sublimeringtryck är en tryckteknik som används framförallt för att trycka på textiler, keramik och aluminium/stål. Det går endast att trycka på syntetiska textiler som innehåller polyester. Keramik så som muggar, skålar och glas är behandlade med ett ytskikt (coating) för att motivet skall fästa. Detta gäller även vid tryck på aluminium/stål.
Sublimering är när ett tillstånd ändras från fast till gas utan att bli flytande. Vid sublimeringstryck ändras de fasta färgpartiklarna till gasform genom värme och tryck för att sedan förenas med någon polymer åter till fast form.
Normala bläckstråleskrivare har svårt att hantera sublimeringsfärgen och täpps därför ofta igen.
Även om bläckstråleskrivare används vid sublimeringstryck så används inte vanligt bläck utan en vätska som bär färgen till pappret. Färgen har väldigt låg färgmättnad innan upphettning och ser normalt inte alls ut som slutresultatet efter bilden överförts.
En nackdel med denna teknik är att den endast kan bindas mot polymer. Vid tryck på textil ger en högre andel polyester bättre och klarare färger vid sluttryck. En annan nackdel är att tekniken flyttar färgen vilket gör att det inte går att trycka på mörka material. Materialets färg utgör basen som färgernas resultat blandas med. Ett exempel är om man trycker en blå text på en gul t-shirt kommer resultatet bli en grön text. Vita produkter utgör därför bästa kandidaterna för färgtryck.
Det som gör att denna teknik kan användas på exempelvis keramik som muggar, glas och metallprodukter är det faktum att de har ett ytskikt som består av polymer. Dessa produkter är speciellt framtagna för att tryckas på och därmed kan inte en vanlig mugg eller glas användas vid tryck.